# Cylindrepomus spinosus
Cylindrepomus spinosus là một loài bọ cánh cứng trong họ Cerambycidae.